# Mistrovství světa v ledním hokeji 2009 (Divize II)
Mistrovství světa v ledním hokeji (Divize II.) probíhalo ve dnech 6. dubna–13. dubna 2009 ve městech Novi Sad (Skupina A) a Sofie (Skupina B). Týmy, které skončily v tabulce na 1. místě postoupily na Mistrovství světa v ledním hokeji 2010 (Divize I). Týmy, které skončily na posledním místě sestoupily na Mistrovství světa v ledním hokeji 2010 (Divize III).

## Skupina A

### Tabulka
| Tým           | Z | V | VP | PP | P | GV | GI | +/- | B  |
| ------------- | - | - | -- | -- | - | -- | -- | --- | -- |
| Srbsko        | 5 | 4 | 1  | 0  | 0 | 40 | 11 | 29  | 14 |
| Estonsko      | 5 | 4 | 0  | 1  | 0 | 68 | 12 | 46  | 13 |
| Čína          | 5 | 2 | 1  | 0  | 2 | 21 | 29 | -8  | 8  |
| Island        | 5 | 2 | 0  | 1  | 2 | 11 | 30 | -19 | 7  |
| Izrael        | 5 | 1 | 0  | 0  | 4 | 9  | 38 | -29 | 3  |
| Severní Korea | 5 | 0 | 0  | 0  | 5 | 11 | 40 | -29 | 0  |

 Srbsko postoupilo do 1. divize na Mistrovství světa v ledním hokeji 2010 (Divize I).
 Severní Korea sestoupila do 3. divize na Mistrovství světa v ledním hokeji 2010 (Divize III).

### Zápasy
| Datum     | Tým           | Výsledek                                          | Tým           |
| --------- | ------------- | ------------------------------------------------- | ------------- |
| 7.4.2009  | Čína          | 3 - 2 P ( 1 - 1 , 0 - 0 , 1 - 1 , 1 - 0 ) Report  | Island        |
| 7.4.2009  | Severní Korea | 1 - 2 ( 1 - 1 , 0 - 1 , 0 - 0 ) Report            | Izrael        |
| 7.4.2009  | Srbsko        | 5 - 4 SN ( 1 - 0 , 1 - 4 , 2 - 0 , 1 - 0 ) Report | Estonsko      |
| 8.4.2009  | Island        | 3 - 2 ( 1 - 2 , 1 - 0 , 1 - 0 ) Report            | Severní Korea |
| 8.4.2009  | Estonsko      | 16 - 2 ( 6 - 1 , 7 - 1 , 3 - 0 ) Report           | Izrael        |
| 8.4.2009  | Čína          | 3 - 5 ( 2 - 1 , 1 - 3 , 0 - 1 ) Report            | Srbsko        |
| 10.4.2009 | Čína          | 7 - 5 ( 2 - 1 , 4 - 1 , 1 - 3 ) Report            | Severní Korea |
| 10.4.2009 | Estonsko      | 16 - 1 ( 4 - 1 , 5 - 0 , 7 - 0 ) Report           | Island        |
| 10.4.2009 | Srbsko        | 12 - 1 ( 4 - 0 , 5 - 0 , 3 - 1 ) Report           | Izrael        |
| 11.4.2009 | Severní Korea | 1 - 16 ( 1 - 5 , 0 - 5 , 0 - 6 ) Report           | Estonsko      |
| 11.4.2009 | Izrael        | 1 - 5 ( 1 - 0 , 0 - 3 , 0 - 2 ) Report            | Čína          |
| 11.4.2009 | Island        | 1 - 6 ( 0 - 3 , 1 - 1 , 0 - 2 ) Report            | Srbsko        |
| 13.4.2009 | Estonsko      | 16 - 3 ( 2 - 0 , 9 - 1 , 5 - 2 ) Report           | Čína          |
| 13.4.2009 | Izrael        | 3 - 4 ( 0 - 2 , 1 - 1 , 2 - 1 ) Report            | Island        |
| 13.4.2009 | Srbsko        | 12 - 2 ( 8 - 0 , 2 - 2 , 2 - 0 ) Report           | Severní Korea |

## Skupina B

### Tabulka
| Tým         | Z | V | VP | PP | P | GV | GI | +/- | B  |
| ----------- | - | - | -- | -- | - | -- | -- | --- | -- |
| Jižní Korea | 5 | 5 | 0  | 0  | 0 | 48 | 10 | 38  | 15 |
| Belgie      | 5 | 4 | 0  | 0  | 1 | 31 | 11 | 20  | 12 |
| Španělsko   | 5 | 3 | 0  | 0  | 2 | 28 | 15 | 13  | 9  |
| Bulharsko   | 5 | 2 | 0  | 0  | 3 | 30 | 33 | -3  | 6  |
| Mexiko      | 5 | 1 | 0  | 0  | 4 | 11 | 33 | -22 | 3  |
| JAR         | 5 | 0 | 0  | 0  | 5 | 8  | 54 | -46 | 0  |

 Jižní Korea postoupila do 1. divize na Mistrovství světa v ledním hokeji 2010 (Divize I).
 JAR sestoupila do 3. divize na Mistrovství světa v ledním hokeji 2010 (Divize III).

### Zápasy
| Datum     | Tým         | Výsledek                                | Tým         |
| --------- | ----------- | --------------------------------------- | ----------- |
| 6.4.2009  | Španělsko   | 4 - 6 ( 0 - 2 , 1 - 1 , 3 - 3 ) Report  | Jižní Korea |
| 6.4.2009  | JAR         | 2 - 4 ( 0 - 2 , 1 - 0 , 1 - 2 ) Report  | Mexiko      |
| 6.4.2009  | Belgie      | 6 - 3 ( 3 - 2 , 3 - 1 , 0 - 0 ) Report  | Bulharsko   |
| 7.4.2009  | Jižní Korea | 8 - 2 ( 1 - 0 , 2 - 0 , 5 - 2 ) Report  | Mexiko      |
| 7.4.2009  | Belgie      | 3 - 1 ( 1 - 0 , 2 - 0 , 0 - 1 ) Report  | Španělsko   |
| 7.4.2009  | Bulharsko   | 12 - 3 ( 2 - 0 , 4 - 3 , 6 - 0 ) Report | JAR         |
| 9.4.2009  | Belgie      | 11 - 1 ( 5 - 0 , 2 - 1 , 4 - 0 ) Report | JAR         |
| 9.4.2009  | Španělsko   | 4 - 1 ( 2 - 0 , 1 - 0 , 1 - 1 ) Report  | Mexiko      |
| 9.4.2009  | Jižní Korea | 14 - 2 ( 3 - 1 , 4 - 0 , 7 - 1 ) Report | Bulharsko   |
| 10.4.2009 | Mexiko      | 1 - 9 ( 0 - 2 , 1 - 5 , 0 - 2 ) Report  | Belgie      |
| 10.4.2009 | JAR         | 0 - 15 ( 0 - 7 , 0 - 4 , 0 - 4 ) Report | Jižní Korea |
| 10.4.2009 | Bulharsko   | 3 - 7 ( 1 - 1 , 1 - 2 , 1 - 4 ) Report  | Španělsko   |
| 12.4.2009 | Španělsko   | 12 - 2 ( 4 - 1 , 3 - 0 , 5 - 1 ) Report | JAR         |
| 12.4.2009 | Jižní Korea | 5 - 2 ( 2 - 1 , 1 - 0 , 2 - 1 ) Report  | Belgie      |
| 12.4.2009 | Mexiko      | 3 - 10 ( 1 - 1 , 0 - 3 , 2 - 6 ) Report | Bulharsko   |